# Simon Needham
Simon Stuart Needham (Plymouth, 10 de octubre de 1959) es un deportista británico que compitió en tiro con arco, en la modalidad de arco recurvo. Está casado con la arquera Lana Needham.
Ganó una medalla de plata en el Campeonato Europeo de Tiro con Arco al Aire Libre de 2004, en la prueba de equipo.

## Palmarés internacional
| Campeonato Europeo al Aire Libre | Campeonato Europeo al Aire Libre | Campeonato Europeo al Aire Libre | Campeonato Europeo al Aire Libre |
| Año                              | Lugar                            | Medalla                          | Prueba                           |
| -------------------------------- | -------------------------------- | -------------------------------- | -------------------------------- |
| 2004                             | Bruselas (Bélgica)               | Medalla de plata                 | Equipo                           |